# Artëm Surkov
Artëm Olegovič Surkov (in russo Артём Олегович Сурков?; Saransk, 15 ottobre 1993) è un lottatore russo, specializzato nella lotta greco-romana.
È stato campione del mondo, nella categoria 67 kg, ai campionati di Budapest 2018.

## Palmarès
- Mondiali

Las Vegas 2015: bronzo nei 66 kg.
Parigi 2017: bronzo nei 66 kg.
Budapest 2018: oro nei 67 kg.
Nur-Sultan 2019: argento nei 67 kg.
- Europei

Novi Sad 2017: oro nei 66 kg.
Kaspijsk 2018: oro nei 67 kg.
Bucarest 2019: bronzo nei 67 kg.
- Giochi europei

Baku 2015: oro nei 66 kg.
- Giochi mondiali militari

Wuhan 2019: argento nei 67 kg.